# Jan Welzl

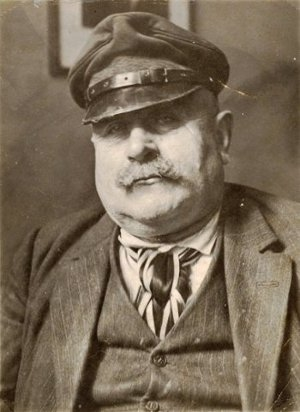
Jan Welzl

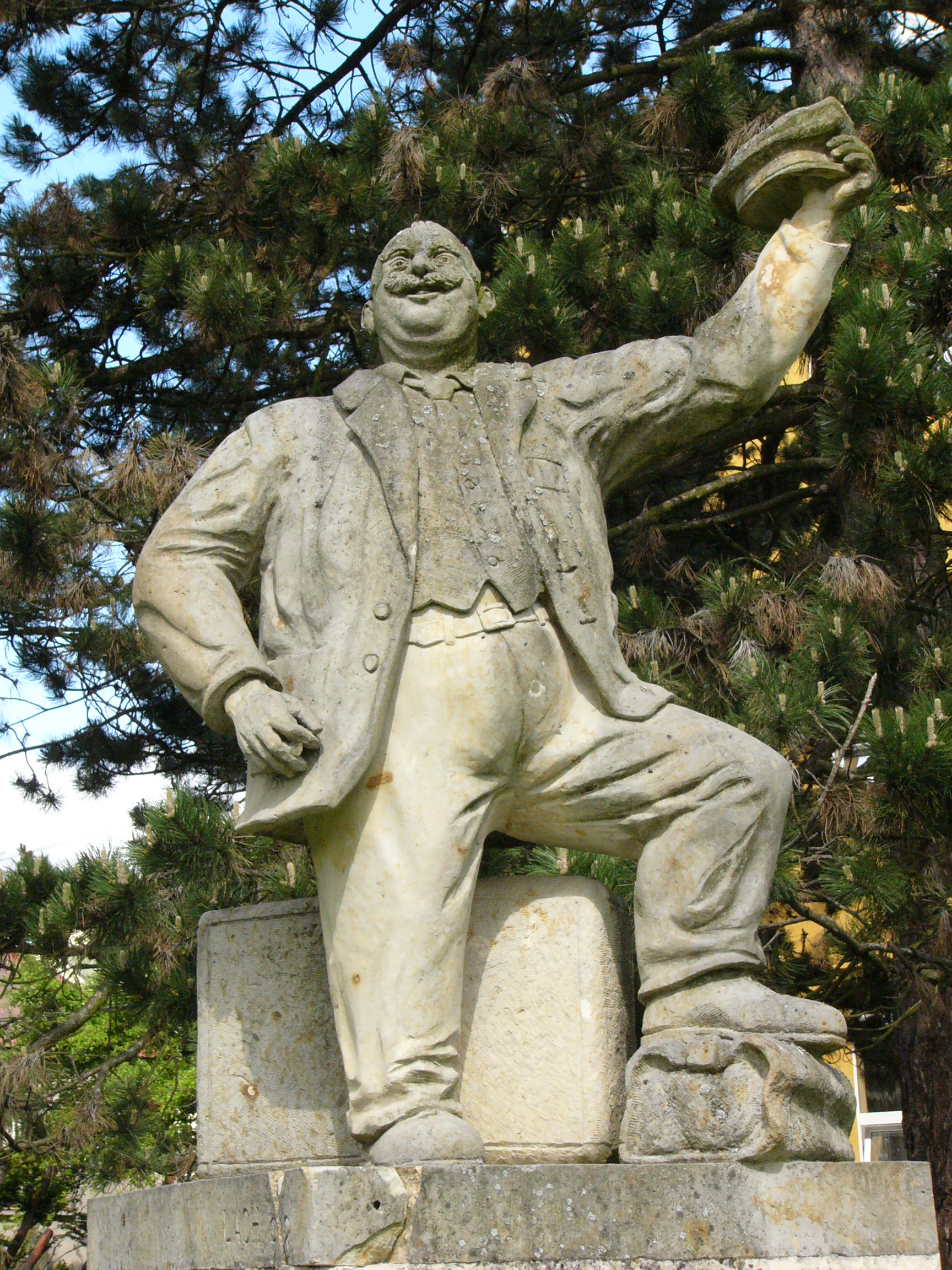
Welzl-Standbild in Zábřeh

Jan Welzl, genannt Eskimo Welzl, (* 15. August 1868 in Hohenstadt an der March, Mähren, Österreich-Ungarn; † 19. September 1948 in Dawson, Kanada) war ein tschechischer Abenteurer. Die Bücher über sein Leben in der Arktis wurden in mehrere Sprachen übersetzt und erreichten in den 1930er Jahren hohe Auflagen. Zeitgenössische und moderne Wissenschaftler wiesen jedoch auf Unstimmigkeiten und offensichtliche Erfindungen hin.

## Leben
Jan Welzl war der wahrscheinlich einzige Sohn eines gelernten Hutmachers. Dieser arbeitete zur Zeit von Welzls Kindheit als Hausangestellter in Wien und starb früh. Der Junge wuchs bei seiner Mutter in Hohenstadt auf. Der Topfenhannes, wie der junge Welzl wegen der Arbeit seiner Mutter als Milchfrau im Haus „Unter den Lauben“ genannt wurde (vgl. Topfen), besuchte eine deutsch-tschechische Schule. Anschließend begann er eine Schlosserlehre im nahe gelegenen Dorf Schmole und ging nach deren Abschluss 1884 über Wien und Genua auf Wanderschaft nach Bosnien, Serbien und Rumänien. Nach der Rückkehr in seine Heimatstadt leistete er von 1888 bis 1891 seinen Militärdienst ab, bevor er bis zum Tod seiner Mutter im Jahr 1892 in verschiedenen Städten Österreich-Ungarns arbeitete.
1893 heuerte Welzl in Genua auf einem Handelsschiff als Heizer an. Das Schiff brachte ihn zunächst nach Baltimore und Galveston, anschließend nach Australien und Wladiwostok. Hier heuerte er ab und arbeitete in der Nähe von Irkutsk am Bau der Transsibirischen Eisenbahn mit. Anschließend schlug sich Welzl nach eigenem Bekunden durch Sibirien an das Nördliche Eismeer durch. Da es ihm an Kartenverständnis mangelte und weil die später erschienenen Beschreibungen widersprüchlich sind und Ortsnamen enthalten, die nicht zuzuordnen sind, ist der genaue Weg nicht bekannt. Schließlich will Welzl die Neusibirischen Inseln erreicht und in einer Höhle auf der Großen Ljachow-Insel gelebt haben. Die später publizierten Erinnerungen an diese Zeit sind aber mit Skepsis zu lesen. Er will sich als Bärenjäger, Walfänger und Pelzhändler betätigt haben. Mit bis zu 24 aneinandergebundenen Schlitten, vor die bis zu 350 Hunde gespannt waren, soll er Waren und Post in die Siedlungen ausgefahren haben. Mit seinem Schiff will er die Eismeerküste von Nowaja Semlja bis nach Nome in Alaska und dem Mackenzie River in Kanada befahren haben. Welzl berichtete, von der einheimischen Bevölkerung Moojok Ojaak (Bärenfresser) und von europäischstämmigen Siedlern Arctic Bird bzw. Arctic Bismarck genannt worden zu sein. Von Eskimos auf den Neusibirischen Inseln will er 1903 zum Richter und Häuptling gewählt worden sein.
Nach einem Schiffbruch vor der US-amerikanischen Küste wurde Welzl ohne Ausweispapiere aufgegriffen und als verdächtige Person nach Europa abgeschoben. Er kam nach Hamburg, wo das tschechoslowakische Konsulat ihm einen Pass ausstellte. Er reiste aber zunächst nicht in die alte Heimat. Über Mitarbeiter des Konsulats kam er in Kontakt mit dem Publizisten Rudolf Těsnohlídek, mit dem er einen Briefwechsel begann. Aus Welzls in den Briefen erzählten Geschichten stellte Těsnohlídek ein erstes Buch zusammen, das 1928 unter dem Titel Paměti českého polárního lovce a zlatokopa (wörtlich übersetzt: Erinnerungen eines tschechischen Polarjägers und Goldgräbers) erschien. Um wieder in die Arktis zu kommen, fuhr Welzl auf einem Frachter nach Quebec, kehrte aber bald nach Europa zurück, da das Jahr für Reisen in den Norden schon zu weit fortgeschritten war. 1928 kam er nach Prag, wo die Medien auf ihn aufmerksam wurden. Er wurde sogar zu einem Treffen mit Präsident Masaryk eingeladen. Anschließend reiste Welzl in seine Heimatstadt Zábřeh. Hier hielt er in kleinen Kreisen Vorträge über seine Weltreisen und Abenteuer, denen jedoch kein großer Erfolg beschieden war. Das lag wohl einerseits daran, dass er die tschechische Sprache nur noch holprig sprach, andererseits daran, dass viele seiner Geschichten kaum glaubhaft waren. So erzählte er, dass er eine Rasse von Pygmäen-Eskimos gefunden habe, die auf einem Meteor vom Mars gekommen wären. Schließlich schickte er einen schriftlichen Bericht über seine Abenteuer an die Zeitung Lidové noviny. Dieser wurde zwar nicht gedruckt, Welzl wurde aber nach Brünn eingeladen, wo ihn die Redakteure Edvard Valenta (1901–1978) und Bedřich Golombek (1901–1961) zwei Monate lang befragten. Ergebnis der Arbeit war 1930 das Buch Třicet let na zlatém severu, für das der tschechische Schriftsteller Karel Čapek das Vorwort schrieb. Das Buch wurde ein großer Erfolg und in mehrere Sprachen übersetzt. Die deutsche Übersetzung von Adolf Lane erschien unter dem Titel Ein Leben in der Arktis. Die englische Ausgabe verkaufte sich 1932 in den Vereinigten Staaten innerhalb weniger Monate 150.000 Mal. Welzl war am finanziellen Erfolg dieses und der nachfolgenden Bücher über sein Leben kaum beteiligt – er hatte alle Rechte für 2000 Kronen abgegeben. Nach acht Monaten in der Tschechoslowakei reiste er mit dem erhaltenen Honorar in die ehemalige Goldgräberstadt Dawson City im Yukon-Territorium Kanadas. Hier lebte er von der Wohlfahrt und bastelte an einem Perpetuum mobile. Nach fast 20 Jahren in Dawson City starb er 1948.

## Rezeption seiner Bücher
Waren Welzls amüsante Geschichten bei den Lesern sehr beliebt, so wiesen Wissenschaftler auf deren Unglaubwürdigkeit und zahlreiche offensichtliche Fehler in den Büchern hin. Der kanadische Polarforscher und Ethnologe Vilhjálmur Stefánsson hielt das Buch deshalb zunächst für eine Satire, möglicherweise verfasst von Čapek, und Jan Welzl für eine fiktive Person. Es stand außer Zweifel, dass die Neusibirischen Inseln unbewohnt waren, und wenn sie von Einheimischen gelegentlich besucht wurden, so doch keinesfalls von Eskimos, deren Siedlungsgebiete über 1000 km weiter östlich lagen. 2009 publizierten Václav Blažek und Michal Schwarz eine Analyse der von Welzl angegebenen Zahlwörter der „Eskimos“, um zu ergründen, bei welchem indigenen Volk des Nordens dieser gelebt haben könnte. Sie fanden aber keine Übereinstimmung mit irgendeiner der infrage kommenden Sprachen. Die Autoren ziehen augenzwinkernd die Schlussfolgerung, dass Welzl entweder eine völlig neue Ethnie mit einer unbekannten Sprache entdeckt hat, oder sich die Wörter ausdachte, um seinen Geschichten Glaubwürdigkeit zu verleihen. Sie überlassen dem Leser die Entscheidung, welche der beiden Möglichkeiten die wahrscheinlichere ist.

## Ehrungen
Nach Jan Welzls Tod wurde in seiner Geburtsstadt Zábřeh eine Gasse im Stadtzentrum nach ihm benannt. Im Jahr 2000 erhielt er posthum die Ehrenbürgerschaft von Zábřeh. Vor dem Bahnhof steht seit 1998 ein von Stanislav Lach (* 1961) geschaffenes Standbild Welzls.
Welzl ist Namensgeber für das Spaßfestival Zábřežské Welzlování in Zábřeh, in dessen Rahmen auch das Reisefilmfestival Welzlovo filmobile stattfindet.
Am 13. Oktober 2000 wurde der am 24. September 1998 entdeckte Planetoid (15425) Welzl nach ihm benannt.